# Francisco González del Valle
Francisco González del Valle y Ramírez (1881-1942) fue un historiador y abogado cubano.

## Biografía
Nació el 6 de diciembre de 1881 en La Habana. Apodado Panchito, falleció el 18 de diciembre de 1942. Fue autor de textos como El clero en la revolución cubana. Sobre su figura se publicó la obra El Clero Cubano y la independencia: las investigaciones de Francisco González de Valle, 1881-1942 (1993).